# 朱兆顺
朱兆顺（1940年7月—），中华人民共和国政治人物、外交官。
1998年，接替杨克容，担任中华人民共和国驻亚美尼亚大使。2002年，由左学良接任。